# Maja Gojković
Maja Gojković, cyr. Маја Гојковић (ur. 22 maja 1963 w Nowym Sadzie) – serbska prawniczka i polityk, w latach 2004–2008 burmistrz Nowego Sadu, od 2014 do 2020 przewodnicząca Zgromadzenia Narodowego, w latach 2020–2024 wicepremier oraz minister, od 2024 premier Prowincji Autonomicznej Wojwodina.

## Życiorys
Uczęszczała do szkoły podstawowej oraz szkoły średniej w Nowym Sadzie. W 1987 ukończyła prawo na Uniwersytecie w Nowym Sadzie. W 1989 zdała egzaminy prawnicze, następnie rozpoczęła pracę w rodzinnej firmie adwokackiej „Gojković”.
Była wśród założycieli Serbskiej Partii Radykalnej. Pierwotnie zajmowała stanowisko sekretarza generalnego, następnie wiceprzewodniczącej rady wykonawczej, a później wiceprzewodniczącej partii. Była ponadto doradcą prawnym Vojislava Šešelja przed Międzynarodowym Trybunałem Karnym dla byłej Jugosławii.
Od 1992 była członkinią parlamentu Federacyjnej Republiki Jugosławii. W latach 1996–2000 zasiadała w parlamencie Wojwodiny. Od marca 1998 do listopada 1999 zajmowała stanowisko ministra bez teki w serbskim rządzie, później zastępcy premiera rządu federalnego. Od października 2004 do czerwca 2008 pełniła funkcję burmistrza Nowego Sadu.
W 2008 wystąpiła z szeregów Serbskiej Partii Radykalnej. Stanęła na czele Partii Ludowej, z którą dołączyła do koalicji Zjednoczone Regiony Serbii. W 2012 uzyskała mandat posłanki do Zgromadzenia Narodowego. W tym samym roku przystąpiła do Serbskiej Partii Postępowej, z jej listy w 2014 ponownie została wybrana do Skupsztiny. 23 kwietnia 2014 wybrana na przewodniczącą serbskiego parlamentu.
W 2016 utrzymała mandat poselski. 6 czerwca tegoż roku po raz drugi została wybrana na przewodniczącą serbskiego parlamentu, pełniła tę funkcję do końca kadencji. W 2020 ponownie kandydowała na deputowaną z listy SNS, uzyskując poselską reelekcję. W październiku 2020 w drugim rządzie Any Brnabić nominowana na wicepremiera oraz ministra kultury i informacji. Dołączyła również do utworzonego w październiku 2022 trzeciego gabinetu dotychczasowej premier ponownie jako wicepremier oraz jako minister kultury. Stanowiska rządowe zajmowała do maja 2024. W tym samym miesiącu objęła urząd premiera Wojwodiny.